# Kim Ok-hwa
Kim Ok-Hwa (11 de agosto de 1958) é uma ex-handebolista sul-coreana. medalhista olímpica.
Fez parte da geração sul-coreana, medalha de prata, em Los Angeles 1984.